# Неметті Едвард Карлович
Едвард Карлович Неметті (? — ?, Київ) — промисловець Наддніпрянської України другої половини XIX століття, професор фармакології Київського університету, за політичними уподобаннями — консерватор.

## Біографія
Походив з обрусілої австро-угорської родини. Навчався в Москві та Санкт-Петербурзі. У середині 1880-х років став власником склодувної мануфактури в селищі Деміївка на Київщині, яка перетворилася на досить великий завод. Постачав готову продукцію (головним чином — пляшки) для більшості підприємств харчо-смакової галузі Київської, Подільської, Волинської, Полтавської та Чернігівської губерній. Згодом розширив сферу ініціативи, вдавшись до виготовлення мінеральних напоїв. Всі підприємства промисловця після жовтня 1917 року були ліквідовані. Помер у Києві, похований на Байковому кладовищі.